# Kambamdinne, Mulbagal
Kambamdinne là một làng thuộc tehsil Mulbagal, huyện Kolar, bang Karnataka, Ấn Độ.